# Velké Pavlovice
Velké Pavlovice (in tedesco Groß Pawlowitz) è una città della Repubblica Ceca facente parte del distretto di Břeclav, in Moravia Meridionale.